# Mindre mantelfly
Mindre mantelfly (Xylena vetusta) är en fjärilsart som beskrevs av Jacob Hübner 1813. Mindre mantelfly ingår i släktet Xylena och familjen nattflyn. Arten är reproducerande i Sverige. Inga underarter finns listade i Catalogue of Life.

## Bildgalleri

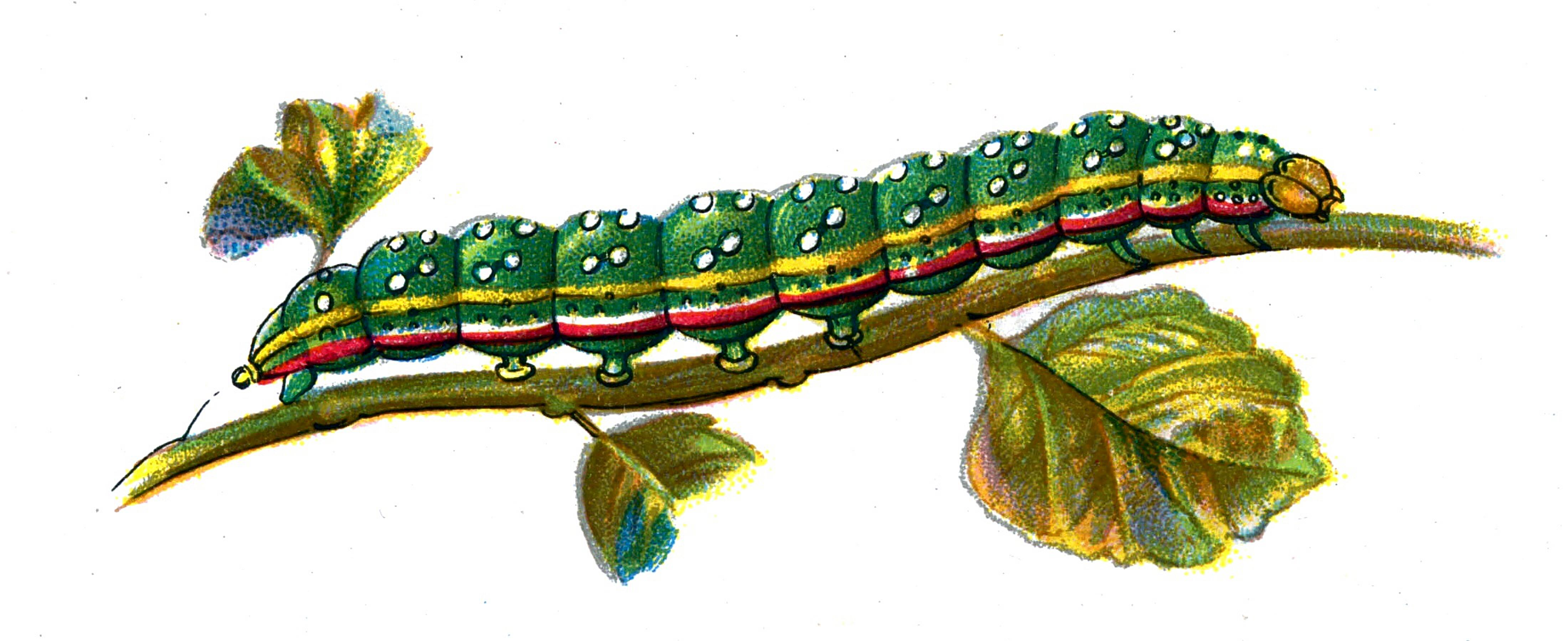
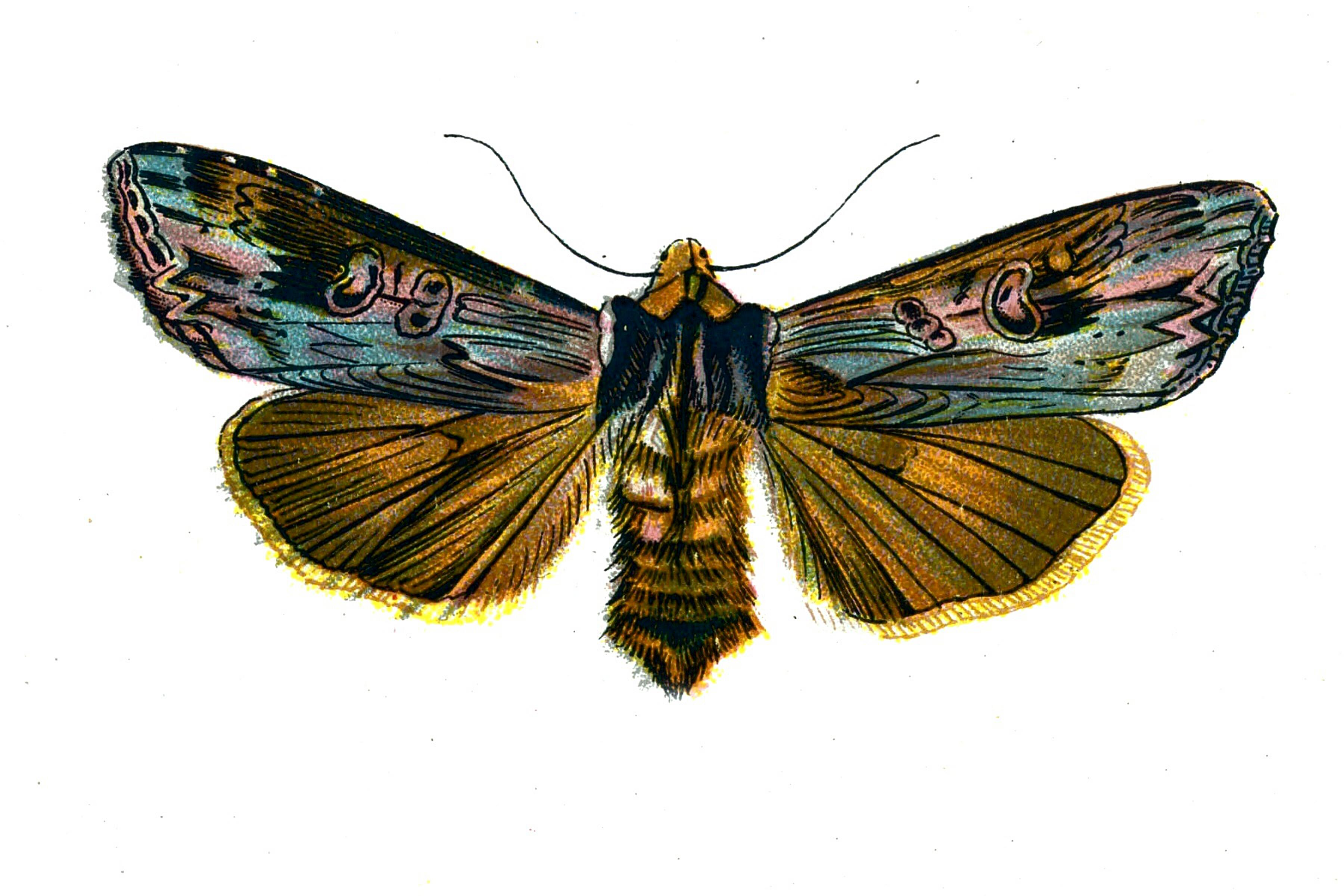
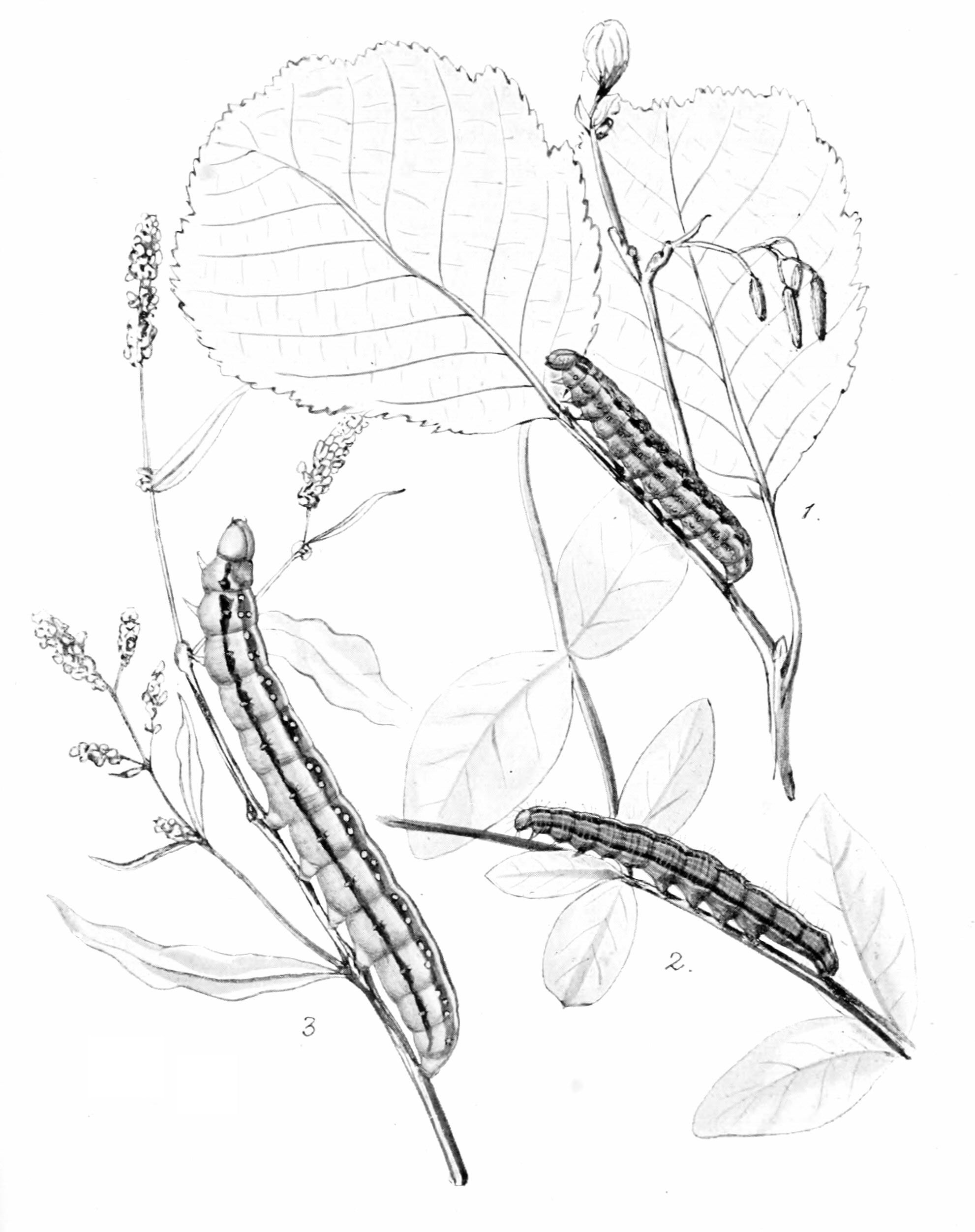
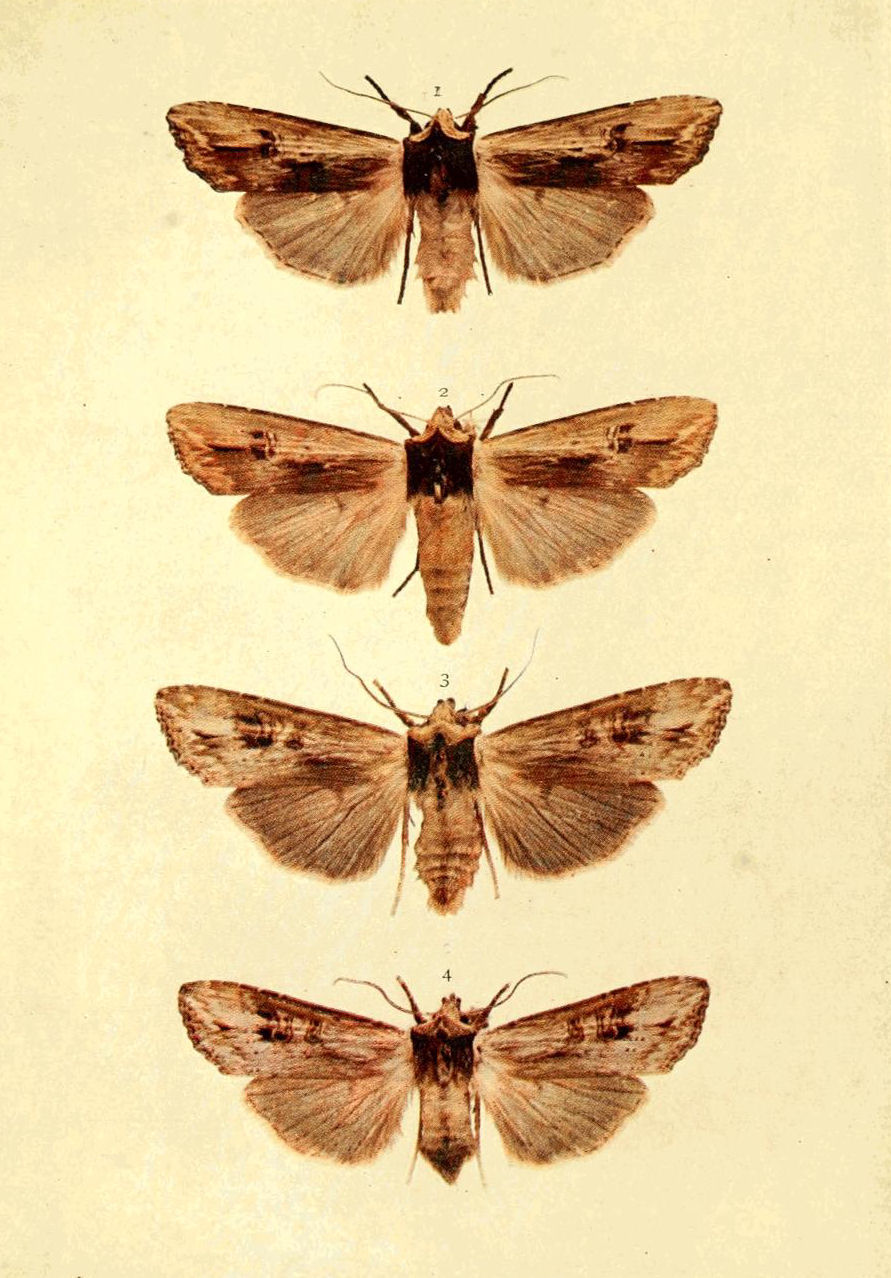